# Goraszowice
Goraszowice – wieś w Polsce położona w województwie opolskim, w powiecie nyskim, w gminie Otmuchów.

## Nazwa
W księdze łacińskiej Liber fundationis episcopatus Vratislaviensis (pol. Księga uposażeń biskupstwa wrocławskiego) spisanej za czasów biskupa Henryka z Wierzbna w latach 1295–1305 miejscowość wymieniona jest w zlatynizowanych formach Gorsacovicz oraz Gorrzaczovitz w szeregu wsi lokowanych na prawie polskim iure polonico.

## Historia
W XIX w. wieś posiadała pieczęć gminną, na której pieczęci przedstawiono lemiesz pługa skierowany ukośnie w dół, pod nim kłosy (?).